# Bielke
Bjelke eller Bielke er navnet på henholdsvis en dansk og en svensk uradelsslægt, hvoraf den danske er uddød, mens den svenske endnu består. Slægterne har intet indbyrdes slægtskab.

## Våbenskjold
Slægtens våben var to, fordum også tre, blå bjælker i sølv, på hjelmen to sølv vesselhorn, hvert med to blå bjælker, eller to arme, holdende et spejl. Stamfaderen Joseph Andersen af Gyllarp tilhørte sikkert den uradelige slægt Galen (Hvide), hvis våben: et af blåt og sølv fem gange tværdelt skjold, på hjelmen to på samme måde delte vesselhorn, hvert besat med tre påfuglefjer, han førte 1459. For længst uddøde linjer af hans slægt kaldte sig Falster (efter mødrene slægt) og Godske.

## Den danske Bielke-slægts historie
Hans søn, Thilluf Josephsen til Gyllarp, var fader til Jens Thillufsen Bielke, der ved sit ægteskab med Lucie Nielsdatter Gyldenløve kom i besiddelse af Østråt (Austråt) i Trondhjems Stift, en ejendom, der fik den største betydning for slægten, som i det 17. århundrede var Norges anseligste. I dette ægteskab fødtes Ove (Åge) Bielke til Østråt (1552-1603), fader til den nyere slægts stamfader Jens Bielke, og Otte Jensen Bielke til Helle, Lade ved Trondhjem og Tøndel. Sidstnævntes søn, oberstløjtnant Hans Bielke til Saxlund, Hattebjerg m. m. (død ca. 1663), var fader til lensmand, kaptajn Otte Bielke (død 1711), der 1700 oprettede et stamhus af Kærbygård (Århus Amt), hvilket blev stærkt forgældet under hans søn, major Jørgen Bielke (død 1724), der kun efterlod en datter, og til admiral Christian Bielke (1645-1694), hvis eneste voksne sønnesøn, vicelandsdommer Carl Bielke (1708-1738) var ugift.
Den nyere slægts stamfader, Norges riges kansler, den lærde Jens Bielke (1580-1659), var fader til Norges riges kansler Ove Bielke (1611-1674), der kun havde døtre, rigsadmiral Henrik Bielke (1615-1683) og general Jørgen Bielke (1621-1697), hvis sønner døde som små. Rigsadmiralen havde en talrig børneflok, bl.a. sønnerne Christoffer Bielke (1654-1704) og Christian Frederik Christian Bielke (1670-1709). Den førstnævnte solgte Østråt 1686; han var en tapper, dygtig og dannet officer, der flere gange benyttedes som sendebud til fremmede fyrster. Han var adjudant hos den unge Christian Gyldenløve, da denne 1691 rejste til Paris, og kæmpede siden med så stor tapperhed ved Stenkerque, at han fremhævedes i marskallen af Luxembourgs rapport; i slaget ved Höchstädt fandt han døden. To af hans sønner gik i udenlandsk krigstjeneste, hans søn oberstløjtnant Frederik Bielkes (d. 1731) enke, Johanne Dorothea, f. baronesse von Grothusen, er bekendt på grund af sin endnu bevarede korrespondance med kejserinde Katharina 2. af Rusland. Også rigsadmiral Henrik Bielkes anden ovennævnte søn, Christian Frederik Christian Bielke, der efterhånden avancerede til brigader, kæmpede med hæder i udlandet; i slaget ved Malplaquet 1709 fik han sit banesår og døde 4 dage efter. Hans søn, oberst og hofmester på Lyksborg, Christian Henrik Christopher Frederik Bielke (1705-1779), var fader til amtmand i Præstø Amt, gehejmekonferensråd, kammerherre og hvid ridder Johan Rudolph Bielke (1746-1813), der 1812 erigerede det Bielkeske Fideikommis og som døde barnløs, og til kammerherre, hvid ridder Henrik Christopher Frederik Bielke (1739-1789). Sidstnævnte blev 1771 hofmarskal hos kongen og kort efter Struensees fald 1772 Enevold Brandts efterfølger som Directeur des spectacles, i hvilken stilling han virkede med megen interesse for den danske komedie; allerede samme år udnævntes han imidlertid til amtmand i Tønder Amt. Af hans sønner blev Sachsen-Weimarsk overhofmester Frederik Vilhelm Bielke (1780-1850), fader til slægtens sidste mand, dr.phil. Carl Frederik Bielke (1837-1868), kammerherre, kommandørkaptajn Johan Christian August Bielke (1781-1846), fader til diplomaten Holger Frederik Rudolf Bielke.
Medlemmer af slægten har bl.a. ejet: Kærbygård, Lidemark, Basnæs, Edelgave, Langholt, Nørre Vosborg, Næsbyholm, Bavelse, Tersløsegård, Trudsholm, Birkendegård mm.
Denne danske slægt har ingen forbindelser med den endnu i Sverige blomstrende uradelige æt Bielke.

## Den svenske Bielke-slægt
Den svenske adelsslægt Bielke, en af landets ældste og fornemste, stammer fra Småland og spillede i flere århundreder en særdeles fremtrædende rolle i Sveriges historie. Slægten er introduceret på Riddarhuset og blev 1608 optaget i friherrelig, 1687 i grevelig stand og ejer betydelige fideikommisejendomme i Östergötland.

## Våbenskjold
Skjoldet er enten tre gange delt (se Bielke af Åkerö) eller belagt med to bjælker. Tinkturerne er af guld og blå.

## Væsentlige medlemmer af den svenske slægt
- Sten Bengtsson (Bielke) (død 1408) var rigsmarsk 1376-1388, og var 1388 meget ivrig for at få dronning Margrete til Sverige og var med til at besegle unionsdokumentet i Kalmar 1397.
- Ture Turesson (Bielke) (1425-1489), foregåendes sønnesøn, var tilhænger af unionen med Danmark. Som Karl Knutssons befalingsmand på Axevalls Slot spillede han under dække med danskerne. Dette opdagedes, og Bielke måtte flygte til Danmark, medens han hjemme dømtes til at miste ære, liv og gods. Da Christian I 1457 kom på tronen i Sverige, udnævntes Bielke til marsk og høvedsmand på Stockholms Slot. Under de følgende års blodige kampe i Sverige mellem danske og svenske stod Bielke trofast på Christians side. 1465 måtte han dog overgive Stockholms Slot og drog til Kalmar, som han 1457 var blevet forlenet med. 1472 overlod han Kalmar Slot til Sten Sture mod at få sine oprindelige svenske godser og værdigheder tilbage. Hans søn
- Erik Turesson (Bielke) (død 1511), sloges til ridder af kong Hans og tildeltes Viborg Slot og len i Finland. Han svigtede imidlertid kongens sag og udnævntes 1504 til "fullmyndig och mäktig höfding öfver Finland och Åland" og gjorde sig som sådan højt fortjent. Hans datter
- Anna Eriksdotter (Bielke) (død ca. 1525), beholdt efter sin mands død hans forlening Kalmar Slot og len samt Øland og forsvarede tappert slottet mod danskerne. Da den unge Gustaf Vasa flygtede fra fangenskabet i Danmark, henvendte han sig på grund af slægtskab først til hende, men hun mente ikke, at hun kunne hjælpe ham, og Gustaf Eriksson måtte skyndsomt forlade byen, som kort efter overgav sig til Søren Norby.
- Gunilla Johansdotter (Bielke af Åkerö) (1568-1597) var svensk dronning, foregåendes brodersøns datter. Halvandet år efter Katarina Jagellonicas død friede kong Johan III til den 16-årige Gunilla Bielke, men fik et bestemt nej. Hendes slægt overtalte hende dog til sidst til at give sit samtykke. Strengt protestantisk, som hun var, mildnede hun efterhånden Johans iver for katolicismen. Begravet i Uppsala.
- Nils Turesson Bielke (1569-1639), friherre og rigsråd, var en af de svenske fuldmægtige ved underhandlingerne, som førte til Freden i Knærød 1613. N.T. Bielke blev senere en slags generalguvernør i Finland.
- Hogenskild Nilsson Bielke (1538-1605), svensk statsmand, blev ved Erik XIVs kroning slået til ridder og nogle år senere rigsråd. 1567 udnævntes han til fører for den svenske hær mod Daniel Rantzau, men blev året efter taget til fange. I en menneskealder stod Bielke som en af de ivrigste og mægtigste forkæmpere for adelens udvidede rettigheder. Han var således en af forfatter til Kalmare stadgar om bägge rikenas styrelse, som skulle genindføre Kalmarunionens råds- og stormandsvælde. Da Rigsrådet brød med hertug Karl, undgik Bielke kun ved stor snedighed at blive henrettet (1600), men da han fra fængslet sendte uforsigtige breve ud, som opsnappedes, måtte han alligevel til sidst lade livet 3. juni 1605. Hans broder
- Klas Nilsson Bielke (1544-1623) spillede også en betydelig rolle i statslivet (særlig under Johan III) og anvendtes ofte i vigtige politiske hverv udenlands. Som Hogenskild stillede han sig på Sigismunds side mod hertug Karl, for hvem han måtte ydmyge sig, da han kom til magten, og benådedes. Efter broderens henrettelse blev han dog jaget ud af landet og opholdt sig 10 år i Polen, indtil den unge Gustaf Adolf lod ham vende hjem. En tredje broder
- Ture Nilsson Bielke (1548-1600) deltog også ivrigt i de indbyrdes kampe, indtil hertug Karl lod ham henrette i Linköping.
- Sten Bielke (død 1638) var en svensk statsmand, meget anvendt som diplomat, fra 1631 legat i Stettin og fra 1633 til sin død generalguvernør i Pommern, højt skattet af både Gustaf Adolf og Axel Oxenstierna.
- Sten Nilsson Bielke (1624-1684), svensk statsmand, blev 1657 admiral og rigsråd. Deltog 1658 i fredsunderhandlingerne i Roskilde, og i de følgende forhandlinger om alliance med Danmark. Da Karl X Gustaf pludselig brød freden, blev Bielke erklæret for dansk statsfange. Han blev dog kort efter udvekslet og deltog som Sveriges repræsentant i de forhandlinger, som efter Karl Gustafs død førte til Freden i København. 1672 blev han riksskattmästare.
- Nils Bielke (1644-1716), svensk feltherre og generalguvernør. 29 år gammel blev han oberst for Livgarden til Hest og udmærkede sig ved Halmstad og Lund i krigen mod Danmark. 1687 blev han på et år kongelig råd, generalguvernør over Pommern, general over hele Kavaleriet og Infanteriet samt greve. Da Karl XII blev konge, anklagedes Bielke – datidens måske mest fremragende mand – for magtmisbrug og dømtes fra ære, liv og gods, men benådedes. Hans søn
- Ture Gabriel Bielke (1684-1763) deltog i Karl XIIs eventyrlige krige. Efter heltekongens død blev han kavalerigeneral. 1727 fik han sæde i rådet, hvor han sluttede sig til Arvid Horn og deltog ivrigt i kampen mod "Hattene". I de forbitrede partikampe lierede han og "Huernes" øvrige ledere sig for meget med Rusland, uden at Bielkes egen redelighed og fædrelandskærlighed dog kan betvivles. Bielke har skrevet erindringer om Karl XII, udgivet af C. Hallendorff 1901.
- Nils Bielke (1706-1765), svensk greve, romersk senator, opdraget i Frankrig, gik 1731 over til katolicismen og udnævntes 1735 af paven til kammerherre og 1737 til romersk senator, hvilket han var i 28 år.
- Ture Johan Bielke (1742-1792), svensk friherre, deltog i mordet på Gustaf III. Han tog gift for at undgå de andre sammensvornes skæbne. Med ham uddøde friherreslægten Bielke på sværdsiden.